# Thomas Wyatt
Sir Thomas Wyatt (1503 – 1542. október 11.) angol költő.

## Életpályája
Az angliai Kentben, a Maidstone-hoz közeli Allington kastélyban született, bár családja eredetileg Yorkshire-ból származott. Édesapja, Henry Wyatt, először VII. Henrik, majd VIII. Henrik tanácsosa volt. Apja hivatásából következett, hogy Thomas Wyatt is a királyi udvarhoz került, miután Cambridge-ben megszerezte diplomáját.
Wyatt költő és nagykövet volt VIII. Henrik udvarában. 1521-ben feleségül vette Elizabeth Brooke-ot, és egy évre rá megszületett az ifjabb Thomas Wyatt, aki később Mária királynő idején a lázadást vezette. 1524-ben házasságtörés vádja miatt elvált feleségétől.

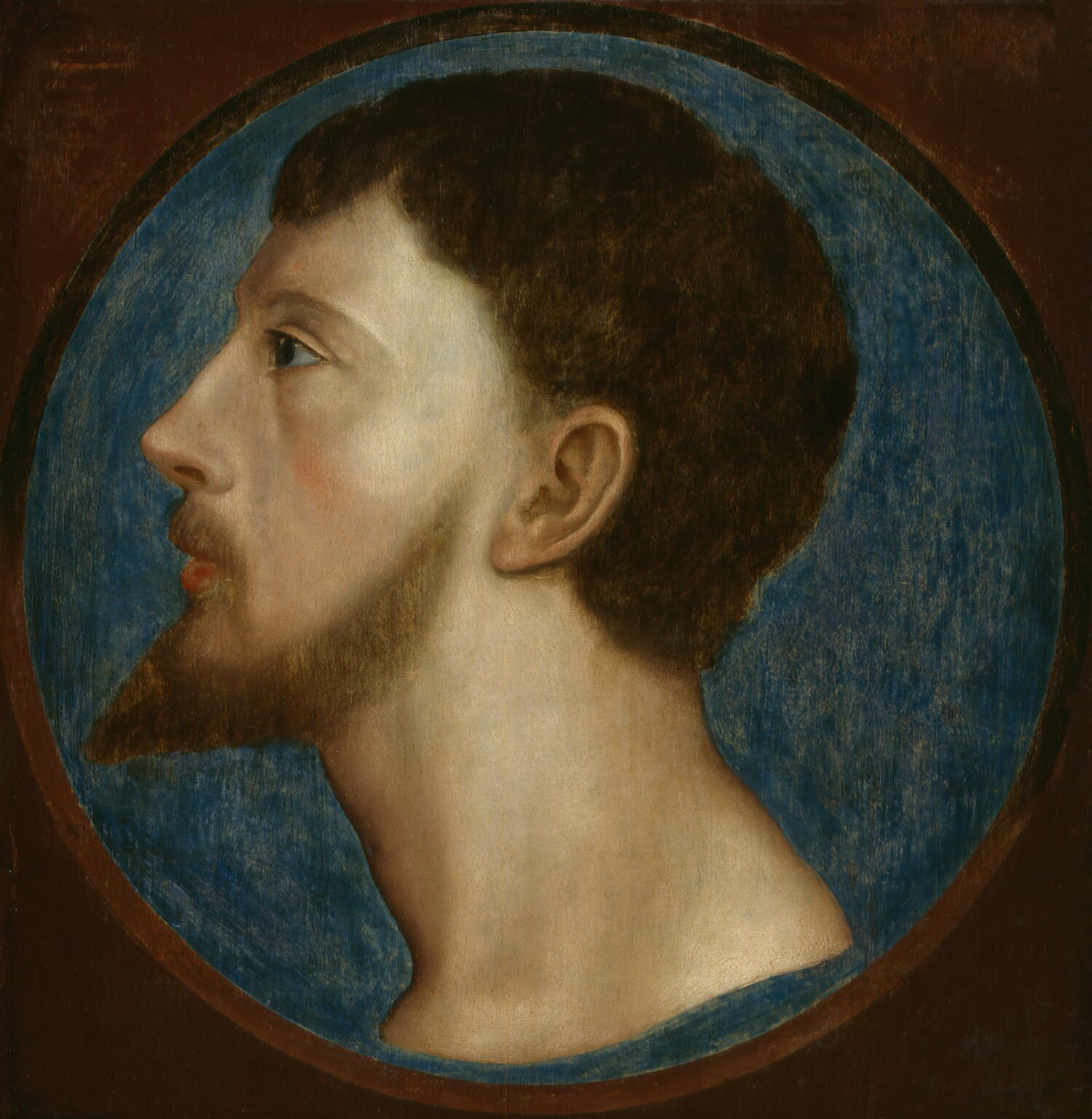
Az ifjabb Thomas Wyatt.

Az 1520-as évek elején Wyatt örülten beleszeretett a fiatal Boleyn Annába, VIII. Henrik leendő feleségébe. Anna egyik hódolójaként számos költeményt írt az ifjú királynéhoz. Pletykák szerint kettőjük között tényleg létezett valamiféle románc. Mindenesetre az biztos, hogy a Whoso list to hunt című költeménye egyenesen Anna királynéra utal. A versben a királynét egy szarvashoz hasonlítja, amit ő immár nem fog vadászni, hiszen a nyaka köré írták gyémánt betűkkel, hogy „Noli me tangere for Caesar’s I am”, azaz senki ne érjen hozzá, mert ő kizárólag Cézáré. Az utalás egyértelmű, Anna a király felesége, ezért más férfi számára tiltott. Egyértelmű bizonyíték kettejük viszonyára nincsen azonban. Ráadásul Anna, tanulván nővére példájából, nagyon diszkréten és óvatosan kezelte ügyeit az udvarlókkal. Henrik diplomáciai küldetéssel Itáliába küldte a költőt azzal a delegátussal, amely VII. Kelemen pápához igyekezett, a király válási szándékával.
Wyatt V. Károly csapatainak fogságába esett, amikor azok 1527-ben elfoglalták és kifosztották Rómát, és bebörtönözték a pápát. Wyattnek sikerült azonban megszöknie.
1535-ben lovaggá ütötték, azonban a következő évben bebörtönözték a londoni Towerbe Suffolk hercegével való vitája és Boleyn Annával való feltételezett viszonya miatt. Thomas Cromwellel való barátságának köszönhetően még ebben az évben szabadon engedték és visszatérhetett hivatásához. Wyatt a toronybeli rabsága alatt fájó szívvel nézhette végig Boleyn Anna királyné kivégzését, hiszen ő is, mint oly sokan mások hittek a királyné ártatlanságában.
1540-ben újra kegyeltnek számított a királyi udvarban, hiszen VIII. Henrik az egyház feldarabolását célzó egyházi épületek eladományozásából ő is kivehette a részét, övé lett a Boxley-i apátság. 1541-ben újra vád alá került, de VIII. Henrik akkori feleségének, Howard Katalin királynénak közbenjárására felmentették. Visszatérhetett újfent nagyköveti pozíciójába, azonban súlyosan megbetegedett és 1542. október 11-én, 39 éves korában meghalt.
Élete során egyetlen versét sem adták ki, csak halála után 15 évvel. Ő volt az első angol költő, aki szonettet írt.

## Wyatt költészete
Wyattnek tulajdonítják az angol költészet első szonettjét. Nem csupán Petrarca-fordításokat, de saját verseket is írt szép számmal. Amellett, hogy olyan ókori klasszikus szerzőket másolt, mint Seneca, az angol Chaucer is nagy hatással volt rá. Legismertebb versei a romantikus szerelemről szólnak.